# Catoptria laevigatellus
Catoptria laevigatellus là một loài bướm đêm trong họ Crambidae.